# Karl Albert Gollwitzer

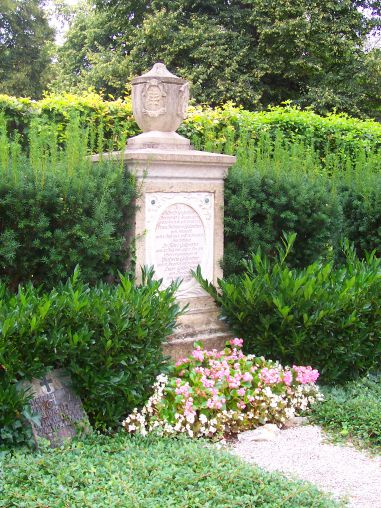
Familiengrabstätte in Augsburg

Karl Albert Gollwitzer (* 17. Dezember 1839 in Meringerau bei Augsburg, heute Augsburg-Siebenbrunn; † 9. Oktober 1917 in Augsburg) war ein deutscher Architekt, Bauunternehmer und Bauingenieur der Gründerzeit.

## Leben und Werk
Karl Albert Gollwitzer war der Sohn des Maurermeisters und Architekten Johann Georg Gollwitzer, der unter anderem 1839/40 den ersten Augsburger Bahnhof erbaute und 1854 den Aufriss des Alten Hauptkrankenhauses errichtete. Sein Sohn Karl Albert wurde ein äußerst vielseitig tätiger Architekt. Die von ihm bearbeiteten Bauaufgaben waren Wohngebäudeplanung und -ausführung, Stadt- und Verkehrswegeplanung, sowie Bau von Industrieanlagen und Kasernen. Bekannt wurde er insbesondere durch seine großbürgerlichen Wohnbauten des Historismus mit orientalisierenden Stilelementen, das Gästehaus der Hessing-Kliniken in Göggingen, und durch ein Hafenstadt-Projekt. Dieses sah einen Ausbau des Stadtgrabens für Donauschiffe vor, mit direkter Verbindung zum Lech und weiter zur Donau, was die Anbindung Augsburgs an das internationale Wasserstraßennetz ermöglichen sollte. Für den Industriestandort Augsburg war das Projekt von größter Bedeutung. Es war jedoch wohl etwas zu kühn, um verwirklicht zu werden, Gollwitzer wurde dafür eher belächelt. Ein weiteres unverwirklichtes Großprojekt Gollwitzers war eine Bahnverbindung von Augsburg bis nach Innsbruck und weiter zum Brennerpass.
Gollwitzers Ausbildungsweg begann mit dem Besuch der Kreisgewerbeschule und Königlich Bayerischen Polytechnischen Lehranstalt Augsburg (beide Vorgängereinrichtung der Hochschule Augsburg) von 1855 bis 1858, fortgesetzt 1859 bis 1860 an der Architekten- und Ingenieurschule München. 1864 übernahm er das Baugeschäft seines Vaters und betätigte sich zugleich als planender Bauingenieur und Architekt. 1905 verkaufte er das Baugeschäft, zog sich ins Privatleben zurück und unternahm zahlreiche Reisen im Mittelmeerraum.
Seine Reisetagebücher (zwanzig Oktavhefte) sind erhalten. Sein Nachlass (239 Einheiten aus den Jahren 1855–1897) von Plänen und 40 Fotografien städtischer und privater Gebäude (aus den Jahren 1867 bis 1900) befindet sich in der Fotosammlung des Stadtarchivs. Zahlreiche seiner Bauten sind in der Bayerischen Denkmalliste eingetragen.
Karl Albert Gollwitzer liegt zusammen mit seiner Familie auf dem Protestantischen Friedhof an der Haunstetter Straße in Augsburg begraben. Sein Nachlass befindet sich im Architekturmuseum Schwaben.

### Bauten (Auswahl)

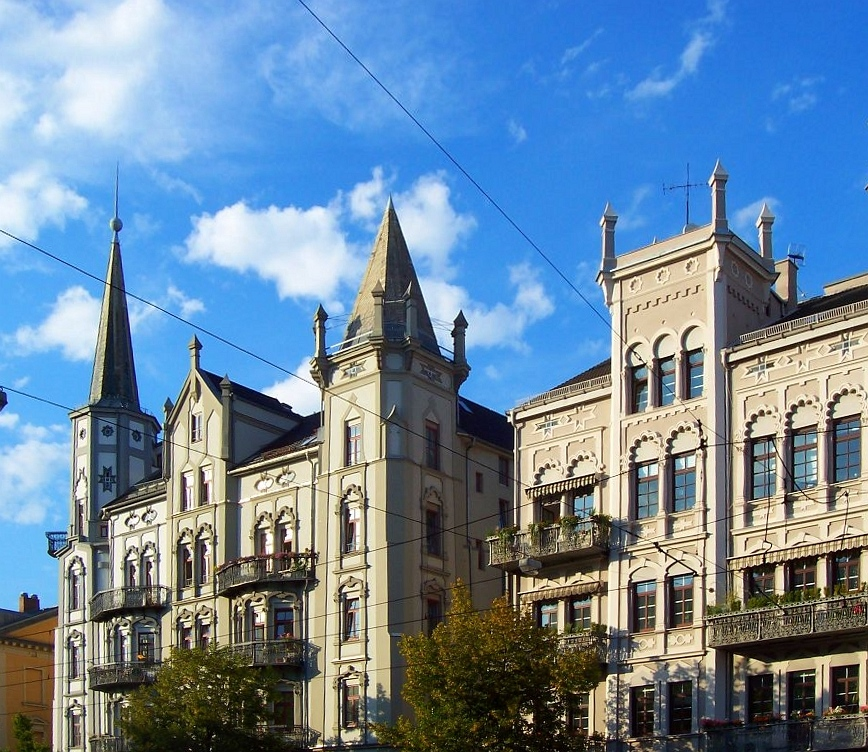
Gollwitzerhäuser in der Volkhartstraße, Augsburg

- Augsburg, Textilviertel: Augsburger Kammgarn-Spinnerei (AKS), die ersten Sheddachbauten mit Gusseisentragwerk in Augsburg (1867) und die Direktorenvillen nebst Gartenpavillon (1869), Provinostraße 45 und 47
- Augsburg, Herwartstraße und Blaue Kappe: Wohnhauskomplex (1881)
- Augsburg, Volkhartstraße 8–16, sowie 31: Wohnhauskomplex mit neugotisch-orientalisierender Putzdekoration (1885–1890)
- Stadtbergen-Leitershofen: Waldkuralpe Nervenheil (Gaststätte und Hotel) (1886–1887; 1964 abgerissen)
- Augsburg-Göggingen, Göggingerstraße 122: „Villa Afra“ mit maurischen Ornamenten am Balkon (1890)
- Augsburg-Göggingen, Klausenberg 28: Ehemalige „Villa Gollwitzer“ (1894)
- Augsburg-Göggingen, Hessingstr. 6a: (im Hessing-Park) Hessingburg (um 1880)
- Augsburg, Alpenstraße (Bismarckviertel): Straßenzug mit Wohnhauskomplex (1896)
- Augsburg, Oblatterwall: Industriehafen-Projekt am Lechkanal (1901).
- Augsburg, Wasserkraftwerk Wolfzahnau (1902, nicht gesichert).
- Bobingen-Straßberg: Schloß mit ummauertem Park, 1880/81